# Serranus maytagi
Serranus maytagi es una especie de peces de la familia Serranidae en el orden de los Perciformes.

## Distribución geográfica
Se encuentra al noroeste del Mar Caribe (entre Jamaica y Honduras ).